# Bayerbach (Rottal-Inn)
Bayerbach település Németországban, azon belül Bajorországban. Lakosainak száma 1706 fő (2023. december 31.). Bayerbach Bad Birnbach, Bad Griesbach im Rottal, Rotthalmünster és Kößlarn községekkel határos.

## Népesség
A település népessége az elmúlt években az alábbi módon változott:
| Lakosok száma | 886  | 1495 | 1443 | 1574 | 1621 | 1628 | 1653 | 1678 | 1689 | 1706 |
|               | 1875 | 1950 | 1975 | 1987 | 2012 | 2014 | 2016 | 2017 | 2021 | 2023 |